# Malta (Rosja)
Malta (ros. Мальта) – wieś (sieło) w Rosji, w obwodzie irkuckim, w rejonie usolskim. W 2010 liczyła 2817 mieszkańców.
Przy wsi odkryto późnopaleolityczne stanowisko archeologiczne Malta. 